# ハニー・ワイルダー
ハニー・ワイルダー（Honey Wilder、1950年11月26日 - ）は、アメリカ合衆国の元ポルノ女優。1981年から1988年まで活躍し、90本以上のポルノ映画に出演した。
スリムな身体にもかかわらず、豊胸手術によらない自然な巨乳を誇り、ストレートの黒髪と幾分きつく見える眼差しを持っていた。1980年代のポルノ映画界において「年上の女性」役がはまる女優の代表格の1人である。

## 来歴
ハニー・ワイルダーはテキサス州パンハンドルで生まれ育った。数本のポルノ映画を観賞した後、自分にもできそうだと思い立ち、南カリフォルニアに移りポルノ映画界に入った。デビューは1981年の『スウェディッシュ・エロティカ39』であった。ワイルダーのテキサス訛りは、堕落していく田舎娘の役を彼女に多くもたらした。初の主演映画は1982年の『Wild Dallas Honey』である。彼女は初恋のロデオスターとの破局の痛手を乗り越えられないでいる主婦ケリーを演じた。但し彼女は主演よりも脇役としての出演が多い女優であった。
間もなく、誘惑する女、特に不釣り合いなほど若い男性をそそのかす年上の女性が彼女の当たり役となっていった。特にケイ・パーカーと共演したタブー・シリーズ (Taboo Series) の2-4 (1982 - 85年) は息子と近親相姦の関係になる母親を演じた代表作である。また、『スペシャル・コア/家畜愛 (If My Mother Only Knew)』(1985年) ではアンバー・リンの、『It's My Body』(1985年) ではトレイシー・ローズの母親を演じた。
ポルノ映画製作者・評論家・歴史家のジム・ホリデイ (Jim Holliday) によれば、「彼女は非常にユーモアに富んでおり、洗練された喜劇女優のタイプでした。当時はリサ・デリューがポルノのルシル・ボールのタイプで、巨大な胸で、小生意気で、風変わりでした。ハニーはブルネットで、深くセクシーな声を持っていて、そして可笑しかった。」 また、ホリデイはワイルダーの演技力を高く評価している。
ワイルダーは一時期、何度か共演したこともあるポルノ男優のポール・トーマスと結婚していたが、後に離婚している。彼女はポルノ映画界にカルトなフォロワーを生み出し、AVN殿堂のメンバーとなった。ワイルダーは1988年に引退した。2003年に、彼女が一般映画とテレビ番組のプロダクションのためにセットの飾り付けとデザインの仕事をしていると報道された。

## 出演作の一部
- 1981年 - 『スウェディッシュ・エロティカ39 (Swedish Erotica 39)』
- 1982年 - 『サティスファックション/連姦 (Satisfactions)』
- 1982年 - 『幼愛ロリータ/タブー・コア (Taboo II)』
- 1983年 - 『エクスタシーガールズ/ザ・快楽 (Private Teacher)』
- 1984年 - 『TABOO SEX/恥情 (Taboo III)』
- 1984年 - 『A感アクトレス/バック・バイブ (Great Sexpectations)』
- 1984年 - 『タブー・セックス4/錯乱 (Taboo IV: The Younger Generation)』
- 1985年 - 『It's My Body』
- 1985年 - 『スペシャル・コア/家畜愛 (If My Mother Only Knew)』
- 1986年 - 『バスト・ブル・シャワー/超怒乳 (Kiss of the Gypsy)』
- 1987年 - 『サテンアニマル/激しい奥 (Satin Angels)』

## 受賞歴
- 2001年 AVN殿堂顕彰[4]